# Перуанско-японские отношения
Перуанско-японские отношения — двусторонние дипломатические отношения между Перу и Японией.

## История

### Ранние отношения
Первые контакты между Японией и Перу состоялись через испанских торговцев, которые возили товар в Японию и Перу на Манильских галеонах из Мексики и Филиппин, а также через испанских миссионеров. В Маниле испанцы покупали товар у японцев и возили эту продукцию в Латинскую Америку. В 1821 году Перу объявила о своей независимости от Испании, а в октябре 1868 года в Японии начался период Мэйдзи, что повлекло за собой установление дипломатических отношений со многими странами после десятилетий изоляции. Ещё до установления официальных дипломатических отношений, в июне 1872 года между Японией и Перу произошёл дипломатический инцидент, когда перуанский корабль «Мария Луз» шел по маршруту из Макао в Кальяо, так как на перуанские плантации должны были быть доставлены 232 китайских рабочих. По пути в Перу корабль «Мария Луз» попал в сильный шторм, что вызвало необходимость пришвартоваться в японском городе Иокогама. В порту Иокогамы один китайский рабочий сумел убежать с корабля, спрыгнув на берег. На берегу китаец пожаловался японцам на жестокое обращение и попросил их спасти своих сослуживцев на борту корабля. После того, как второй китайский рабочий сбежал с перуанского корабля, представители японских властей зашли на борт «Марии Луз» и обнаружили, что китайцы содержатся в бесчеловечных условиях. Оказалось, что многие китайцы были похищены, а большинство из них не имели представления о том, куда они прибудут в итоге путешествия. Суд Иокогамы вынес решение о том, что капитану корабля Рикардо Эррере необходимо освободить китайских граждан. В 1873 году Япония и Перу официально установили дипломатические отношения, подписав Договор о дружбе и навигации.
В 1899 году в Перу прибыли 790 японских мигрантов на борту корабля «Сакурамару», большинство из них приехало в страну для работы на плантациях. К 1936 году в Перу прибыло 23000 японских мигрантов. Во время Второй мировой войны перуанцы разграбили и сожгли более 600 японских домов и предприятий в Лиме, убив 10 и ранив десятки граждан японского происхождения. В январе 1942 года Перу разорвала дипломатические отношения с Японией в ответ на нападение на Перл-Харбор. Вскоре после этого Перу депортировала более 1700 японских перуанцев в Соединённые Штаты Америки, где они были помещены в лагеря для интернированных, для обеспечения безопасности страны. После окончания Второй мировой войны Республика Перу восстановила дипломатические отношения с Японией, а в 1959 году премьер-министр Японии Нобусукэ Киси совершил официальный визит в Перу. В 1961 году перуанский президент Мануэль Прадо-и-Угартече стал первым главой государства Перу, посетившим Японию с официальным визитом.

### Президентство Альберто Фухимори
В июле 1990 года Альберто Фухимори стал первым в истории японцем — главой какого-либо иного, кроме Японии, государства. Спустя несколько месяцев после избрания Альберто Фухимори президентом страны, несколько перуанцев японского происхождения подверглись нападениям, похищениям или убийствам со стороны двух основных партизанских групп Перу: Сендеро Луминосо и Революционное движение имени Тупака Амару. В 1992 году президент Альберто Фухимори посетил Японию с официальным визитом.
17 декабря 1996 года 14 повстанцев Революционного движения имени Тупака Амару штурмовали посольство Японии в Лиме, когда сотрудники посольства отмечали 63-й день рождения японского императора Акихито и взяли в заложники более 400 дипломатических, правительственных и военных чиновников. Повстанцы полагали, что президент Альберто Фухимори тоже будет присутствовать на этой вечеринке. Когда они обнаружили, что президента в посольстве нет, они потребовали освободить 300 повстанцев, заключенных в перуанских тюрьмах. Захват заложников продолжался до 22 апреля 1997 года, когда перуанские коммандос в ходе боя внутри посольства убили всех 14 боевиков. Во время перестрелки погиб один из заложников, судья Верховного суда Перу, а также двое перуанских коммандос. Премьер-министр Японии Рютаро Хасимото поблагодарил правительство Перу за успешное проведение операции по освобождению заложников.
В ноябре 2000 года президент Альберто Фухимори прибыл в Бруней для участия в саммите АТЭС. После саммита он вылетел в Японию, где по факсу получил сообщение о своей отставки с должности президента из-за коррупционного скандала в Перу. В Японии Альберто Фухимори получил гражданство, благодаря своему происхождению. Перуанское правительство при президенте Алехандро Толедо сделало запрос в Японию с просьбой экстрадировать Альберто Фухимори так как ему предъявлено 20 обвинений по уголовным статьям. Однако, правительство Японии отказалось выдавать одного из своих граждан, что нанесло ущерб перуанско-японским отношениям. В 2006 году Альберто Фухимори покинул Японию и вылетел в Мексику, а затем в Чили, где был арестован. Он предпринял попытку вернуться в Перу, чтобы вновь баллотироваться на пост президента.

### Последние годы
В 1990-х годах Япония внесла изменения в иммиграционное законодательство и разрешила возвращение на родину людей японского происхождения, рожденных за границей. Эти люди получили возможность вернуться в Японию и получить постоянное местожительство в этой стране. Примерно 60 000 перуанцев японского происхождения покинули страну и вернулись в Японию, став вторым по численности латиноамериканским сообществом в Японии (после Бразилии). В 2013 году Япония и Перу отметили 140 лет с момента установления дипломатических отношений.

## Торговые отношения
В 2013 году товарооборот между Японией и Перу составила сумму 3,5 млрд. долларов США. Экспорт Перу в Японию: медь, рыбная мука, серебро и цинк. Экспорт Японии в Перу: автомобили, автозапчасти, шины и сталь. В 2013 году прямые инвестиции Японии в Перу составили сумму 238 миллионов долларов США. В Перу действуют несколько известных японских компаний, таких как: Daiso, Honda, Sony, Toshiba и Toyota. В 2010 году Япония и Перу подписали Соглашение об экономическом партнерстве. Обе страны являются членами Транстихоокеанского партнёрства.